# Liste der Mitglieder der Interstate Commerce Commission
Die Liste der Mitglieder der Interstate Commerce Commission gibt einen Überblick über die Amtszeiten aller Personen die der unabhängigen Regulierungsbehörde  Interstate Commerce Commission der Vereinigten Staaten angehörten.
In den 109 Jahren ihres Bestehens waren insgesamt 103 Personen Mitglied dieses Gremiums. Ursprünglich bestand die Kommission aus fünf Personen mit einer Amtszeit von sechs Jahren. Mit dem Hepburn Act von 1906 wurde die Anzahl auf sieben erhöht. Gleichzeitig wurde die Amtszeit auf sieben Jahre verlängert. Mit dem Gesetz vom 9. August 1917 wurde die Kommission auf neun und mit dem Esch-Cummins Act von 1920 (Transportation Act of 1920) auf elf erweitert.
Im Rahmen der Deregulierungsbestrebungen von Ronald Reagan wurden mit Gesetz vom 18. August 1982 vier zum 1. Juli 1982 vakante Sitzen gestrichen und die Amtszeit ab 1984 auf fünf Jahre reduziert. Außerdem wurden die Anzahl der Sitze ab dem 1. Januar 1983 auf sieben und ab dem 1. Januar 1986 auf fünf gesenkt.
Die Mitglieder der Kommission wurden vom US-Präsidenten vorgeschlagen und mussten durch den Senat bestätigt werden. Nach Ablauf der jeweiligen Amtszeit war eine erneute Bestätigung erforderlich. Bei Rücktritt oder Tod eines Mitgliedes wurde ein Nachfolger stets für die restliche Amtszeit bestimmt. In elf Fällen wurden eine vom Präsidenten nominierte Person ins Amt eingesetzt, ohne dass eine vorherige Nominierungsbestätigung durch den Senat erfolgte. Auch bezüglich der Besetzung gab es Vorgaben. So durften bei der elfköpfigen Kommission maximal sieben der gleichen Partei angehören. Bei der Änderung vom August 1982 reduzierte sich diese Zahl auf vier ab 1. Januar 1983 bzw. drei ab 1. Januar 1986.
Als Altersgrenze für die Ausübung des Amtes galt das 70. Lebensjahr. Durch eine Bestätigung des Präsidenten konnte jedoch Mitglieder über dieses Alter hinaus tätig bleiben.

## Übersicht
| Jahr | Sitz 1                                                                                           | Sitz 2                                                                                                   | Sitz 3                                                                                      | Sitz 4 | Sitz 5                                                                                 | Sitz 6                                                                                     | Sitz 7                                                                               | Sitz 8 | Sitz 9                                                                                           | Sitz 10                                              | Sitz 11                                                                                    |
| ---- | ------------------------------------------------------------------------------------------------ | --- | ------------------------------------------------------------------------------------------- | --- | -------------------------------------------------------------------------------------- | ------------------------------------------------------------------------------------------ | ------------------------------------------------------------------------------------ | --- | ------------------------------------------------------------------------------------------------ | ---------------------------------------------------- | ------------------------------------------------------------------------------------------ |
| 1887 | Thomas M. Cooley 1                                                                               | William Ralls Morrison 1                                                                                 | Augustus Schoonmaker 1                                                                      | Aldace F. Walker 1                                                                                                  | Walter L. Bragg 1                                                                      | Neu geschaffen mit Hepurn Act 1906                                                         | Neu geschaffen mit Hepurn Act 1906                                                   | Neu geschaffen mit Gesetz vom 7. August 1917                                                              | Neu geschaffen mit Gesetz vom 7. August 1917                                                     | Neu geschaffen mit dem Transportation Act 1920       | Neu geschaffen mit dem Transportation Act 1920                                             |
| 1888 | Thomas M. Cooley (bis 31. Dezember 1892)                                                         | William Ralls Morrison (bis 31. Dezember 1891)                                                           | Augustus Schoonmaker (bis 31. Dezember 1890)                                                | Aldace F. Walker (bis 31. Dezember 1889)                                                                            | Walter L. Bragg (bis 31. Dezember 1888)                                                | Neu geschaffen mit Hepurn Act 1906                                                         | Neu geschaffen mit Hepurn Act 1906                                                   | Neu geschaffen mit Gesetz vom 7. August 1917                                                              | Neu geschaffen mit Gesetz vom 7. August 1917                                                     | Neu geschaffen mit dem Transportation Act 1920       | Neu geschaffen mit dem Transportation Act 1920                                             |
| 1889 | Thomas M. Cooley                                                                                 | William Ralls Morrison                                                                                   | Augustus Schoonmaker                                                                        | Aldace F. Walker (Rücktritt am 31. März 1889) Wheelock G. Veazey (bis 31. Dezember 1895)                            | Walter L. Bragg (bis 31. Dezember 1894)                                                | Neu geschaffen mit Hepurn Act 1906                                                         | Neu geschaffen mit Hepurn Act 1906                                                   | Neu geschaffen mit Gesetz vom 7. August 1917                                                              | Neu geschaffen mit Gesetz vom 7. August 1917                                                     | Neu geschaffen mit dem Transportation Act 1920       | Neu geschaffen mit dem Transportation Act 1920                                             |
| 1890 | Thomas M. Cooley                                                                                 | William Ralls Morrison                                                                                   | Augustus Schoonmaker                                                                        | Wheelock G. Veazey                                                                                                  | Walter L. Bragg                                                                        | Neu geschaffen mit Hepurn Act 1906                                                         | Neu geschaffen mit Hepurn Act 1906                                                   | Neu geschaffen mit Gesetz vom 7. August 1917                                                              | Neu geschaffen mit Gesetz vom 7. August 1917                                                     | Neu geschaffen mit dem Transportation Act 1920       | Neu geschaffen mit dem Transportation Act 1920                                             |
| 1891 | Thomas M. Cooley                                                                                 | William Ralls Morrison                                                                                   | Martin Augustine Knapp (bis 31. Dezember 1896)                                              | Wheelock G. Veazey                                                                                                  | Walter L. Bragg († 21. August 1891)                                                    | Neu geschaffen mit Hepurn Act 1906                                                         | Neu geschaffen mit Hepurn Act 1906                                                   | Neu geschaffen mit Gesetz vom 7. August 1917                                                              | Neu geschaffen mit Gesetz vom 7. August 1917                                                     | Neu geschaffen mit dem Transportation Act 1920       | Neu geschaffen mit dem Transportation Act 1920                                             |
| 1892 | Thomas M. Cooley (Rücktritt zum 12. Januar 1892) James W. McDill (bis 31. Dezember 1892)         | William Ralls Morrison (bis 31. Dezember 1897)                                                           | Martin Augustine Knapp                                                                      | Wheelock G. Veazey                                                                                                  | Judson C. Clements (bis 31. Dezember 1894)                                             | Neu geschaffen mit Hepurn Act 1906                                                         | Neu geschaffen mit Hepurn Act 1906                                                   | Neu geschaffen mit Gesetz vom 7. August 1917                                                              | Neu geschaffen mit Gesetz vom 7. August 1917                                                     | Neu geschaffen mit dem Transportation Act 1920       | Neu geschaffen mit dem Transportation Act 1920                                             |
| 1893 | James W. McDill (bis 31. Dezember 1898)                                                          | William Ralls Morrison                                                                                   | Martin Augustine Knapp                                                                      | Wheelock G. Veazey                                                                                                  | Judson C. Clements                                                                     | Neu geschaffen mit Hepurn Act 1906                                                         | Neu geschaffen mit Hepurn Act 1906                                                   | Neu geschaffen mit Gesetz vom 7. August 1917                                                              | Neu geschaffen mit Gesetz vom 7. August 1917                                                     | Neu geschaffen mit dem Transportation Act 1920       | Neu geschaffen mit dem Transportation Act 1920                                             |
| 1894 | James W. McDill († 28. Februar 1894) James D. Yeomans (bis 31. Dezember 1898)                    | William Ralls Morrison                                                                                   | Martin Augustine Knapp                                                                      | Wheelock G. Veazey                                                                                                  | Judson C. Clements                                                                     | Neu geschaffen mit Hepurn Act 1906                                                         | Neu geschaffen mit Hepurn Act 1906                                                   | Neu geschaffen mit Gesetz vom 7. August 1917                                                              | Neu geschaffen mit Gesetz vom 7. August 1917                                                     | Neu geschaffen mit dem Transportation Act 1920       | Neu geschaffen mit dem Transportation Act 1920                                             |
| 1895 | James D. Yeomans                                                                                 | William Ralls Morrison                                                                                   | Martin Augustine Knapp                                                                      | Wheelock G. Veazey                                                                                                  | Judson C. Clements (bis 31. Dezember 1900)                                             | Neu geschaffen mit Hepurn Act 1906                                                         | Neu geschaffen mit Hepurn Act 1906                                                   | Neu geschaffen mit Gesetz vom 7. August 1917                                                              | Neu geschaffen mit Gesetz vom 7. August 1917                                                     | Neu geschaffen mit dem Transportation Act 1920       | Neu geschaffen mit dem Transportation Act 1920                                             |
| 1896 | James D. Yeomans                                                                                 | William Ralls Morrison                                                                                   | Martin Augustine Knapp                                                                      | Wheelock G. Veazey (bis 31. Dezember 1901 Rücktritt am 20. Dezember 1896) Charles A. Prouty (bis 31. Dezember 1901) | Judson C. Clements                                                                     | Neu geschaffen mit Hepurn Act 1906                                                         | Neu geschaffen mit Hepurn Act 1906                                                   | Neu geschaffen mit Gesetz vom 7. August 1917                                                              | Neu geschaffen mit Gesetz vom 7. August 1917                                                     | Neu geschaffen mit dem Transportation Act 1920       | Neu geschaffen mit dem Transportation Act 1920                                             |
| 1897 | James D. Yeomans                                                                                 | William Ralls Morrison                                                                                   | Martin Augustine Knapp (bis 31. Dezember 1902)                                              | Charles A. Prouty                                                                                                   | Judson C. Clements                                                                     | Neu geschaffen mit Hepurn Act 1906                                                         | Neu geschaffen mit Hepurn Act 1906                                                   | Neu geschaffen mit Gesetz vom 7. August 1917                                                              | Neu geschaffen mit Gesetz vom 7. August 1917                                                     | Neu geschaffen mit dem Transportation Act 1920       | Neu geschaffen mit dem Transportation Act 1920                                             |
| 1898 | James D. Yeomans                                                                                 | William J. Calhoun (bis 31. Dezember 1903)                                                               | Martin Augustine Knapp                                                                      | Charles A. Prouty                                                                                                   | Judson C. Clements                                                                     | Neu geschaffen mit Hepurn Act 1906                                                         | Neu geschaffen mit Hepurn Act 1906                                                   | Neu geschaffen mit Gesetz vom 7. August 1917                                                              | Neu geschaffen mit Gesetz vom 7. August 1917                                                     | Neu geschaffen mit dem Transportation Act 1920       | Neu geschaffen mit dem Transportation Act 1920                                             |
| 1899 | James D. Yeomans (bis 31. Dezember 1904)                                                         | William J. Calhoun (Rücktritt am 30. September 1899) Joseph W. Fifer (bis 9. März 1904)                  | Martin A. Knapp                                                                             | Charles A. Prouty                                                                                                   | Judson C. Clements                                                                     | Neu geschaffen mit Hepurn Act 1906                                                         | Neu geschaffen mit Hepurn Act 1906                                                   | Neu geschaffen mit Gesetz vom 7. August 1917                                                              | Neu geschaffen mit Gesetz vom 7. August 1917                                                     | Neu geschaffen mit dem Transportation Act 1920       | Neu geschaffen mit dem Transportation Act 1920                                             |
| 1900 | James D. Yeomans                                                                                 | Joseph W. Fifer                                                                                          | Martin Augustine Knapp                                                                      | Charles A. Prouty                                                                                                   | Judson C. Clements                                                                     | Neu geschaffen mit Hepurn Act 1906                                                         | Neu geschaffen mit Hepurn Act 1906                                                   | Neu geschaffen mit Gesetz vom 7. August 1917                                                              | Neu geschaffen mit Gesetz vom 7. August 1917                                                     | Neu geschaffen mit dem Transportation Act 1920       | Neu geschaffen mit dem Transportation Act 1920                                             |
| 1901 | James D. Yeomans                                                                                 | Joseph W. Fifer                                                                                          | Martin Augustine Knapp                                                                      | Charles A. Prouty                                                                                                   | Judson C. Clements (bis 31. Dezember 1906)                                             | Neu geschaffen mit Hepurn Act 1906                                                         | Neu geschaffen mit Hepurn Act 1906                                                   | Neu geschaffen mit Gesetz vom 7. August 1917                                                              | Neu geschaffen mit Gesetz vom 7. August 1917                                                     | Neu geschaffen mit dem Transportation Act 1920       | Neu geschaffen mit dem Transportation Act 1920                                             |
| 1902 | James D. Yeomans                                                                                 | Joseph W. Fifer                                                                                          | Martin Augustine Knapp                                                                      | Charles A. Prouty (bis 31. Dezember 1907)                                                                           | Judson C. Clements                                                                     | Neu geschaffen mit Hepurn Act 1906                                                         | Neu geschaffen mit Hepurn Act 1906                                                   | Neu geschaffen mit Gesetz vom 7. August 1917                                                              | Neu geschaffen mit Gesetz vom 7. August 1917                                                     | Neu geschaffen mit dem Transportation Act 1920       | Neu geschaffen mit dem Transportation Act 1920                                             |
| 1903 | James D. Yeomans                                                                                 | Joseph W. Fifer                                                                                          | Martin Augustine Knapp (bis 31. Dezember 1908)                                              | Charles A. Prouty                                                                                                   | Judson C. Clements                                                                     | Neu geschaffen mit Hepurn Act 1906                                                         | Neu geschaffen mit Hepurn Act 1906                                                   | Neu geschaffen mit Gesetz vom 7. August 1917                                                              | Neu geschaffen mit Gesetz vom 7. August 1917                                                     | Neu geschaffen mit dem Transportation Act 1920       | Neu geschaffen mit dem Transportation Act 1920                                             |
| 1904 | James D. Yeomans                                                                                 | Joseph W. Fifer (bis 9. März 1910)                                                                       | Martin Augustine Knapp                                                                      | Charles A. Prouty                                                                                                   | Judson C. Clements                                                                     | Neu geschaffen mit Hepurn Act 1906                                                         | Neu geschaffen mit Hepurn Act 1906                                                   | Neu geschaffen mit Gesetz vom 7. August 1917                                                              | Neu geschaffen mit Gesetz vom 7. August 1917                                                     | Neu geschaffen mit dem Transportation Act 1920       | Neu geschaffen mit dem Transportation Act 1920                                             |
| 1905 | Francis Cockrell 2 (bis 31. Dezember 1910)                                                       | Joseph W. Fifer                                                                                          | Martin Augustine Knapp                                                                      | Charles A. Prouty                                                                                                   | Judson C. Clements                                                                     | Neu geschaffen mit Hepurn Act 1906                                                         | Neu geschaffen mit Hepurn Act 1906                                                   | Neu geschaffen mit Gesetz vom 7. August 1917                                                              | Neu geschaffen mit Gesetz vom 7. August 1917                                                     | Neu geschaffen mit dem Transportation Act 1920       | Neu geschaffen mit dem Transportation Act 1920                                             |
| 1906 | Francis Cockrell                                                                                 | Franklin Knight Lane (bis 31. Dezember 1909)                                                             | Martin Augustine Knapp                                                                      | Charles A. Prouty                                                                                                   | Judson C. Clements                                                                     | Edgar E. Clark (bis 31. Dezember 1912)                                                     | James S. Harlan (bis 31. Dezember 1911)                                              | Neu geschaffen mit Gesetz vom 7. August 1917                                                              | Neu geschaffen mit Gesetz vom 7. August 1917                                                     | Neu geschaffen mit dem Transportation Act 1920       | Neu geschaffen mit dem Transportation Act 1920                                             |
| 1907 | Francis Cockrell                                                                                 | Franklin Knight Lane                                                                                     | Martin Augustine Knapp                                                                      | Charles A. Prouty                                                                                                   | Judson C. Clements (bis 31. Dezember 1913)                                             | Edgar E. Clark                                                                             | James S. Harlan                                                                      | Neu geschaffen mit Gesetz vom 7. August 1917                                                              | Neu geschaffen mit Gesetz vom 7. August 1917                                                     | Neu geschaffen mit dem Transportation Act 1920       | Neu geschaffen mit dem Transportation Act 1920                                             |
| 1908 | Francis Cockrell                                                                                 | Franklin Knight Lane                                                                                     | Martin Augustine Knapp                                                                      | Charles A. Prouty (bis 31. Dezember 1914)                                                                           | Judson C. Clements                                                                     | Edgar E. Clark                                                                             | James S. Harlan                                                                      | Neu geschaffen mit Gesetz vom 7. August 1917                                                              | Neu geschaffen mit Gesetz vom 7. August 1917                                                     | Neu geschaffen mit dem Transportation Act 1920       | Neu geschaffen mit dem Transportation Act 1920                                             |
| 1909 | Francis Cockrell                                                                                 | Franklin Knight Lane                                                                                     | Martin Augustine Knapp (bis 31. Dezember 1915)                                              | Charles A. Prouty                                                                                                   | Judson C. Clements                                                                     | Edgar E. Clark                                                                             | James S. Harlan                                                                      | Neu geschaffen mit Gesetz vom 7. August 1917                                                              | Neu geschaffen mit Gesetz vom 7. August 1917                                                     | Neu geschaffen mit dem Transportation Act 1920       | Neu geschaffen mit dem Transportation Act 1920                                             |
| 1910 | Francis Cockrell                                                                                 | Franklin Knight Lane (bis 31. Dezember 1916)                                                             | Martin Augustine Knapp (Wechsel an den Commerce Court zum 20. Dezember 1910)                | Charles A. Prouty                                                                                                   | Judson C. Clements                                                                     | Edgar E. Clark                                                                             | James S. Harlan                                                                      | Neu geschaffen mit Gesetz vom 7. August 1917                                                              | Neu geschaffen mit Gesetz vom 7. August 1917                                                     | Neu geschaffen mit dem Transportation Act 1920       | Neu geschaffen mit dem Transportation Act 1920                                             |
| 1911 | Balthasar H. Meyer (bis 31. Dezember 1917)                                                       | Franklin Knight Lane                                                                                     | Charles Caldwell McChord                                                                    | Charles A. Prouty                                                                                                   | Judson C. Clements                                                                     | Edgar E. Clark                                                                             | James S. Harlan                                                                      | Neu geschaffen mit Gesetz vom 7. August 1917                                                              | Neu geschaffen mit Gesetz vom 7. August 1917                                                     | Neu geschaffen mit dem Transportation Act 1920       | Neu geschaffen mit dem Transportation Act 1920                                             |
| 1912 | Balthasar H. Meyer                                                                               | Franklin Knight Lane                                                                                     | Charles Caldwell McChord                                                                    | Charles A. Prouty                                                                                                   | Judson C. Clements                                                                     | Edgar E. Clark                                                                             | James S. Harlan (bis 31. Dezember 1918)                                              | Neu geschaffen mit Gesetz vom 7. August 1917                                                              | Neu geschaffen mit Gesetz vom 7. August 1917                                                     | Neu geschaffen mit dem Transportation Act 1920       | Neu geschaffen mit dem Transportation Act 1920                                             |
| 1913 | Balthasar H. Meyer                                                                               | Franklin Knight Lane (Wechsel in die Regierung am 6. März 1913) John Hobart Marble († 21. November 1913) | Charles Caldwell McChord                                                                    | Charles A. Prouty                                                                                                   | Judson C. Clements                                                                     | Edgar E. Clark (bis 31. Dezember 1919)                                                     | James S. Harlan                                                                      | Neu geschaffen mit Gesetz vom 7. August 1917                                                              | Neu geschaffen mit Gesetz vom 7. August 1917                                                     | Neu geschaffen mit dem Transportation Act 1920       | Neu geschaffen mit dem Transportation Act 1920                                             |
| 1914 | Balthasar H. Meyer                                                                               | Winthrop More Daniels (bis 31. Dezember 1916)                                                            | Charles Caldwell McChord                                                                    | Charles A. Prouty (Rücktritt am 2. Februar 1914) Henry Clay Hall (bis 31. Dezember 1914)                            | Judson C. Clements (bis 31. Dezember 1920)                                             | Edgar E. Clark                                                                             | James S. Harlan                                                                      | Neu geschaffen mit Gesetz vom 7. August 1917                                                              | Neu geschaffen mit Gesetz vom 7. August 1917                                                     | Neu geschaffen mit dem Transportation Act 1920       | Neu geschaffen mit dem Transportation Act 1920                                             |
| 1915 | Balthasar H. Meyer                                                                               | Winthrop More Daniels                                                                                    | Charles Caldwell McChord                                                                    | Henry Clay Hall (bis 31. Dezember 1921)                                                                             | Judson C. Clements                                                                     | Edgar E. Clark                                                                             | James S. Harlan                                                                      | Neu geschaffen mit Gesetz vom 7. August 1917                                                              | Neu geschaffen mit Gesetz vom 7. August 1917                                                     | Neu geschaffen mit dem Transportation Act 1920       | Neu geschaffen mit dem Transportation Act 1920                                             |
| 1916 | Balthasar H. Meyer                                                                               | Winthrop More Daniels                                                                                    | Charles Caldwell McChord (bis 31. Dezember 1922)                                            | Henry Clay Hall | Judson C. Clements                                                                     | Edgar E. Clark                                                                             | James S. Harlan                                                                      | Neu geschaffen mit Gesetz vom 7. August 1917                                                              | Neu geschaffen mit Gesetz vom 7. August 1917                                                     | Neu geschaffen mit dem Transportation Act 1920       | Neu geschaffen mit dem Transportation Act 1920                                             |
| 1917 | Balthasar H. Meyer                                                                               | Winthrop More Daniels (bis 31. Dezember 1923)                                                            | Charles Caldwell McChord                                                                    | Henry Clay Hall | Judson C. Clements († 18. Juni 1917) Robert W. Woolley (bis 31. Dezember 1920)         | Edgar E. Clark                                                                             | James S. Harlan                                                                      | George Weston Anderson (bis 31. Dezember 1922)                                                            | Clyde B. Aitchison (bis 31. Dezember 1921)                                                       | Neu geschaffen mit dem Transportation Act 1920       | Neu geschaffen mit dem Transportation Act 1920                                             |
| 1918 | Balthasar H. Meyer (bis 31. Dezember 1924)                                                       | Winthrop More Daniels                                                                                    | Charles Caldwell McChord                                                                    | Henry Clay Hall | Robert W. Woolley                                                                      | Edgar E. Clark                                                                             | James S. Harlan (Rücktritt 13. Dezember 1918)                                        | George Weston Anderson (Rücktritt 5. November 1918)                                                       | Clyde B. Aitchison                                                                               | Neu geschaffen mit dem Transportation Act 1920       | Neu geschaffen mit dem Transportation Act 1920                                             |
| 1919 | Balthasar H. Meyer                                                                               | Winthrop More Daniels                                                                                    | Charles Caldwell McChord                                                                    | Henry Clay Hall | Robert W. Woolley                                                                      | Edgar E. Clark                                                                             | unbesetzt                                                                            | Joseph Bartlett Eastman (bis 31. Dezember 1922)                                                           | Clyde B. Aitchison                                                                               | Neu geschaffen mit dem Transportation Act 1920       | Neu geschaffen mit dem Transportation Act 1920                                             |
| 1920 | Balthasar H. Meyer                                                                               | Winthrop More Daniels                                                                                    | Charles Caldwell McChord                                                                    | Henry Clay Hall | Robert W. Woolley                                                                      | Edgar E. Clark (bis 31. Dezember 1926)                                                     | Henry Jones Ford 6                                                                   | Joseph Bartlett Eastman                                                                                   | Clyde B. Aitchison                                                                               | James Duncan 7                                       | Mark W. Potter 3                                                                           |
| 1921 | Balthasar H. Meyer                                                                               | Winthrop More Daniels                                                                                    | Charles Caldwell McChord                                                                    | Henry Clay Hall | John J. Esch (bis 31. Dezember 1927)                                                   | Edgar E. Clark (Rücktritt 13. August 1921) Frederick I. Cox (bis 31. Dezember 1926)        | Henry Jones Ford Ernest I. Lewis (bis 31. Dezember 1925)                             | Joseph Bartlett Eastman                                                                                   | Clyde B. Aitchison                                                                               | Johnston B. Campbell (bis 31. Dezember 1924)         | Mark W. Potter (bis 31. Dezember 1923)                                                     |
| 1922 | Balthasar H. Meyer                                                                               | Winthrop More Daniels                                                                                    | Charles Caldwell McChord                                                                    | Henry Clay Hall (bis 31. Dezember 1928)                                                                             | John J. Esch                                                                           | Frederick I. Cox                                                                           | Ernest I. Lewis                                                                      | Joseph Bartlett Eastman                                                                                   | Clyde B. Aitchison (bis 31. Dezember 1928)                                                       | Johnston B. Campbell                                 | Mark W. Potter                                                                             |
| 1923 | Balthasar H. Meyer                                                                               | Winthrop More Daniels (Rücktritt 1. Juli 1923) Frank McManamy (bis 31. Dezember 1923)                    | Charles Caldwell McChord (bis 31. Dezember 1929)                                            | Henry Clay Hall | John J. Esch                                                                           | Frederick I. Cox                                                                           | Ernest I. Lewis                                                                      | Joseph Bartlett Eastman (bis 31. Dezember 1929)                                                           | Clyde B. Aitchison                                                                               | Johnston B. Campbell                                 | Mark W. Potter                                                                             |
| 1924 | Balthasar H. Meyer                                                                               | Frank McManamy (bis 31. Dezember 1930)                                                                   | Charles Caldwell McChord                                                                    | Henry Clay Hall | John J. Esch                                                                           | Frederick I. Cox                                                                           | Ernest I. Lewis                                                                      | Joseph Bartlett Eastman                                                                                   | Clyde B. Aitchison                                                                               | Johnston B. Campbell                                 | Mark W. Potter (bis 31. Dezember 1930)                                                     |
| 1925 | Balthasar H. Meyer (bis 31. Dezember 1931)                                                       | Frank McManamy                                                                                           | Charles Caldwell McChord (Rücktritt 1. Januar 1926)                                         | Henry Clay Hall | John J. Esch                                                                           | Frederick I. Cox                                                                           | Ernest I. Lewis                                                                      | Joseph Bartlett Eastman                                                                                   | Clyde B. Aitchison                                                                               | Johnston B. Campbell (bis 31. Dezember 1931)         | Mark W. Potter (Rücktritt 20. Februar 1925) Thomas F. Woodlock (bis 31. Dezember 1930)     |
| 1926 | Balthasar H. Meyer                                                                               | Frank McManamy                                                                                           | Richard V. Taylor (bis 31. Dezember 1929)                                                   | Henry Clay Hall | John J. Esch                                                                           | Frederick I. Cox                                                                           | Ernest I. Lewis (bis 31. Dezember 1932)                                              | Joseph Bartlett Eastman                                                                                   | Clyde B. Aitchison                                                                               | Johnston B. Campbell                                 | Thomas F. Woodlock                                                                         |
| 1927 | Balthasar H. Meyer                                                                               | Frank McManamy                                                                                           | Richard V. Taylor                                                                           | Henry Clay Hall | John J. Esch                                                                           | Ezra Brainerd Jr. (bis 31. Dezember 1933)                                                  | Ernest I. Lewis                                                                      | Joseph Bartlett Eastman                                                                                   | Clyde B. Aitchison                                                                               | Johnston B. Campbell                                 | Thomas F. Woodlock                                                                         |
| 1928 | Balthasar H. Meyer                                                                               | Frank McManamy                                                                                           | Richard V. Taylor                                                                           | Henry Clay Hall (Rücktritt 13. Januar 1928) Claude R. Porter (bis 31. Dezember 1928)                                | Patrick J. Farrell (bis 31. Dezember 1934)                                             | Ezra Brainerd Jr.                                                                          | Ernest I. Lewis                                                                      | Joseph Bartlett Eastman                                                                                   | Clyde B. Aitchison                                                                               | Johnston B. Campbell                                 | Thomas F. Woodlock                                                                         |
| 1929 | Balthasar H. Meyer                                                                               | Frank McManamy                                                                                           | Richard V. Taylor                                                                           | Claude R. Porter (bis 31. Dezember 1935)                                                                            | Patrick J. Farrell                                                                     | Ezra Brainerd Jr.                                                                          | Ernest I. Lewis                                                                      | Joseph Bartlett Eastman                                                                                   | Clyde B. Aitchison (bis 31. Dezember 1935)                                                       | Johnston B. Campbell (Rücktritt Dezember 1929)       | Thomas F. Woodlock                                                                         |
| 1930 | Balthasar H. Meyer                                                                               | Frank McManamy                                                                                           | Hugh M. Tate (bis 31. Dezember 1936)                                                        | Claude R. Porter | Patrick J. Farrell                                                                     | Ezra Brainerd Jr.                                                                          | Ernest I. Lewis                                                                      | Joseph Bartlett Eastman (bis 31. Dezember 1936)                                                           | Clyde B. Aitchison                                                                               | William E. Lee (bis 31. Dezember 1931)               | Thomas F. Woodlock (Rücktritt 31. August 1930) Charles D. Mahaffie (bis 31. Dezember 1930) |
| 1931 | Balthasar H. Meyer                                                                               | Frank McManamy (bis 31. Dezember 1937)                                                                   | Hugh M. Tate                                                                                | Claude R. Porter | Patrick J. Farrell                                                                     | Ezra Brainerd Jr.                                                                          | Ernest I. Lewis                                                                      | Joseph Bartlett Eastman                                                                                   | Clyde B. Aitchison                                                                               | William E. Lee                                       | Charles D. Mahaffie (bis 31. Dezember 1937)                                                |
| 1932 | Balthasar H. Meyer (bis 31. Dezember 1938)                                                       | Frank McManamy                                                                                           | Hugh M. Tate                                                                                | Claude R. Porter | Patrick J. Farrell                                                                     | Ezra Brainerd Jr.                                                                          | Ernest I. Lewis                                                                      | Joseph Bartlett Eastman                                                                                   | Clyde B. Aitchison                                                                               | William E. Lee (bis 31. Dezember 1938)               | Charles D. Mahaffie                                                                        |
| 1933 | Balthasar H. Meyer                                                                               | Frank McManamy                                                                                           | Hugh M. Tate                                                                                | Claude R. Porter | Patrick J. Farrell                                                                     | Ezra Brainerd Jr.                                                                          | Carroll Miller (bis 31. Dezember 1939)                                               | Joseph Bartlett Eastman                                                                                   | Clyde B. Aitchison                                                                               | William E. Lee                                       | Charles D. Mahaffie                                                                        |
| 1934 | Balthasar H. Meyer                                                                               | Frank McManamy                                                                                           | Hugh M. Tate                                                                                | Claude R. Porter | Patrick J. Farrell                                                                     | Walter M. W. Splawn (bis 31. Dezember 1940)                                                | Carroll Miller                                                                       | Joseph Bartlett Eastman                                                                                   | Clyde B. Aitchison                                                                               | William E. Lee                                       | Charles D. Mahaffie                                                                        |
| 1935 | Balthasar H. Meyer                                                                               | Frank McManamy                                                                                           | Hugh M. Tate                                                                                | Claude R. Porter | Marion M. Caskie (bis 31. Dezember 1941)                                               | Walter M. W. Splawn                                                                        | Carroll Miller                                                                       | Joseph Bartlett Eastman                                                                                   | Clyde B. Aitchison                                                                               | William E. Lee                                       | Charles D. Mahaffie                                                                        |
| 1936 | Balthasar H. Meyer                                                                               | Frank McManamy                                                                                           | Hugh M. Tate                                                                                | Claude R. Porter (bis 31. Dezember 1942)                                                                            | Marion M. Caskie                                                                       | Walter M. W. Splawn                                                                        | Carroll Miller                                                                       | Joseph Bartlett Eastman                                                                                   | Clyde B. Aitchison (bis 31. Dezember 1942)                                                       | William E. Lee                                       | Charles D. Mahaffie                                                                        |
| 1937 | Balthasar H. Meyer                                                                               | Frank McManamy                                                                                           | Hugh M. Tate (übergangsweise bis 16. September 1937) John L. Rogers (bis 31. Dezember 1943) | Claude R. Porter | Marion M. Caskie                                                                       | Walter M. W. Splawn                                                                        | Carroll Miller                                                                       | Joseph Bartlett Eastman (bis 31. Dezember 1943)                                                           | Clyde B. Aitchison                                                                               | William E. Lee                                       | Charles D. Mahaffie                                                                        |
| 1938 | Balthasar H. Meyer                                                                               | Frank McManamy (übergangsweise bis 30. April 1939)                                                       | John L. Rogers                                                                              | Claude R. Porter | Marion M. Caskie                                                                       | Walter M. W. Splawn                                                                        | Carroll Miller                                                                       | Joseph Bartlett Eastman                                                                                   | Clyde B. Aitchison                                                                               | William E. Lee                                       | Charles D. Mahaffie (bis 31. Dezember 1944)                                                |
| 1939 | Balthasar H. Meyer (übergangsweise bis 1. Mai 1939) William J. Patterson (bis 31. Dezember 1945) | Frank McManamy J. Haden Alldredge (bis 31. Dezember 1944)                                                | John L. Rogers                                                                              | Claude R. Porter | Marion M. Caskie                                                                       | Walter M. W. Splawn                                                                        | Carroll Miller                                                                       | Joseph Bartlett Eastman                                                                                   | Clyde B. Aitchison                                                                               | William E. Lee (bis 31. Dezember 1945)               | Charles D. Mahaffie                                                                        |
| 1940 | William J. Patterson                                                                             | J. Haden Alldredge                                                                                       | John L. Rogers                                                                              | Claude R. Porter | Marion M. Caskie (Rücktritt 31. März 1940) John Monroe Johnson (bis 31. Dezember 1941) | Walter M. W. Splawn                                                                        | Carroll Miller (bis 31. Dezember 1946)                                               | Joseph Bartlett Eastman                                                                                   | Clyde B. Aitchison                                                                               | William E. Lee                                       | Charles D. Mahaffie                                                                        |
| 1941 | William J. Patterson                                                                             | J. Haden Alldredge                                                                                       | John L. Rogers                                                                              | Claude R. Porter | John Monroe Johnson                                                                    | Walter M. W. Splawn (bis 31. Dezember 1947)                                                | Carroll Miller                                                                       | Joseph Bartlett Eastman                                                                                   | Clyde B. Aitchison                                                                               | William E. Lee                                       | Charles D. Mahaffie                                                                        |
| 1942 | William J. Patterson                                                                             | J. Haden Alldredge                                                                                       | John L. Rogers                                                                              | Claude R. Porter | John Monroe Johnson (bis 31. Dezember 1948)                                            | Walter M. W. Splawn                                                                        | Carroll Miller                                                                       | Joseph Bartlett Eastman                                                                                   | Clyde B. Aitchison                                                                               | William E. Lee                                       | Charles D. Mahaffie                                                                        |
| 1943 | William J. Patterson                                                                             | J. Haden Alldredge                                                                                       | John L. Rogers                                                                              | Claude R. Porter (bis 31. Dezember 1949)                                                                            | John Monroe Johnson                                                                    | Walter M. W. Splawn                                                                        | Carroll Miller                                                                       | Joseph Bartlett Eastman                                                                                   | Clyde B. Aitchison (bis 31. Dezember 1949)                                                       | William E. Lee                                       | Charles D. Mahaffie                                                                        |
| 1944 | William J. Patterson                                                                             | J. Haden Alldredge                                                                                       | John L. Rogers (bis 31. Dezember 1950)                                                      | Claude R. Porter | John Monroe Johnson                                                                    | Walter M. W. Splawn                                                                        | Carroll Miller                                                                       | Joseph Bartlett Eastman (bis 31. Dezember 1950 † 15. März 1944) George M. Barnard (bis 31. Dezember 1950) | Clyde B. Aitchison                                                                               | William E. Lee                                       | Charles D. Mahaffie                                                                        |
| 1945 | William J. Patterson                                                                             | J. Haden Alldredge (bis 31. Dezember 1951)                                                               | John L. Rogers                                                                              | Claude R. Porter | John Monroe Johnson                                                                    | Walter M. W. Splawn                                                                        | Carroll Miller                                                                       | George M. Barnard                                                                                         | Clyde B. Aitchison                                                                               | William E. Lee                                       | Charles D. Mahaffie (bis 31. Dezember 1951)                                                |
| 1946 | William J. Patterson (bis 31. Dezember 1952)                                                     | J. Haden Alldredge                                                                                       | John L. Rogers                                                                              | Claude R. Porter (Rücktritt 17. August 1946)                                                                        | John Monroe Johnson                                                                    | Walter M. W. Splawn                                                                        | Carroll Miller                                                                       | George M. Barnard                                                                                         | Clyde B. Aitchison                                                                               | William E. Lee (bis 31. Dezember 1952)               | Charles D. Mahaffie                                                                        |
| 1947 | William J. Patterson                                                                             | J. Haden Alldredge                                                                                       | John L. Rogers                                                                              | Richard F. Mitchell (bis 31. Dezember 1949)                                                                         | John Monroe Johnson                                                                    | Walter M. W. Splawn                                                                        | Carroll Miller (bis 31. Dezember 1953)                                               | George M. Barnard                                                                                         | Clyde B. Aitchison                                                                               | William E. Lee                                       | Charles D. Mahaffie                                                                        |
| 1948 | William J. Patterson                                                                             | J. Haden Alldredge                                                                                       | John L. Rogers                                                                              | Richard F. Mitchell                                                                                                 | John Monroe Johnson                                                                    | Walter M. W. Splawn (bis 31. Dezember 1954)                                                | Carroll Miller                                                                       | George M. Barnard                                                                                         | Clyde B. Aitchison                                                                               | William E. Lee                                       | Charles D. Mahaffie                                                                        |
| 1949 | William J. Patterson                                                                             | J. Haden Alldredge                                                                                       | John L. Rogers                                                                              | Richard F. Mitchell                                                                                                 | John Monroe Johnson (bis 31. Dezember 1955)                                            | Walter M. W. Splawn                                                                        | Carroll Miller († 24. Dezember 1949)                                                 | Hugh W. Cross (bis 31. Dezember 1950)                                                                     | Clyde B. Aitchison                                                                               | William E. Lee                                       | Charles D. Mahaffie                                                                        |
| 1950 | William J. Patterson                                                                             | J. Haden Alldredge                                                                                       | John L. Rogers                                                                              | Richard F. Mitchell (bis 31. Dezember 1956)                                                                         | John Monroe Johnson                                                                    | Walter M. W. Splawn                                                                        | James K. Knudson (bis 31. Dezember 1953)                                             | Hugh W. Cross                                                                                             | Clyde B. Aitchison 5 (bis 31. Dezember 1956)                                                     | William E. Lee                                       | Charles D. Mahaffie                                                                        |
| 1951 | William J. Patterson                                                                             | J. Haden Alldredge                                                                                       | John L. Rogers (bis 31. Dezember 1957)                                                      | Richard F. Mitchell                                                                                                 | John Monroe Johnson                                                                    | Walter M. W. Splawn                                                                        | James K. Knudson                                                                     | Hugh W. Cross (bis 31. Dezember 1957)                                                                     | Clyde B. Aitchison                                                                               | William E. Lee                                       | Charles D. Mahaffie                                                                        |
| 1952 | William J. Patterson                                                                             | J. Haden Alldredge (bis 31. Dezember 1958)                                                               | John L. Rogers (Rücktritt am 30. April 1952) Anthony F. Arpaia (bis 31. Dezember 1957)      | Richard F. Mitchell                                                                                                 | John Monroe Johnson                                                                    | Walter M. W. Splawn                                                                        | James K. Knudson                                                                     | Hugh W. Cross                                                                                             | Clyde B. Aitchison (Rücktritt am 10. Juli 1952) Martin Kelso Elliott (bis 31. Dezember 1956)     | William E. Lee                                       | Charles D. Mahaffie (bis 31. Dezember 1958)                                                |
| 1953 | Owen Clarke (bis 31. Dezember 1959)                                                              | J. Haden Alldredge                                                                                       | Anthony F. Arpaia                                                                           | Richard F. Mitchell                                                                                                 | John Monroe Johnson                                                                    | Walter M. W. Splawn (Rücktritt am 30. Juni 1953) Kenneth H. Tuggle (bis 31. Dezember 1954) | James K. Knudson                                                                     | Hugh W. Cross                                                                                             | Martin Kelso Elliott                                                                             | Howard G. Freas (bis 31. Dezember 1959)              | Charles D. Mahaffie                                                                        |
| 1954 | Owen Clarke                                                                                      | J. Haden Alldredge                                                                                       | Anthony F. Arpaia                                                                           | Richard F. Mitchell                                                                                                 | John Monroe Johnson                                                                    | Kenneth H. Tuggle                                                                          | James K. Knudson (Interim bis 22. Mai 1954) John H. Winchell (bis 31. Dezember 1960) | Hugh W. Cross                                                                                             | Martin Kelso Elliott                                                                             | Howard G. Freas                                      | Charles D. Mahaffie (Rücktritt zum 31. Dezember 1954)                                      |
| 1955 | Owen Clarke                                                                                      | J. Haden Alldredge (Rücktritt am 31. Oktober 1955)                                                       | Anthony F. Arpaia                                                                           | Richard F. Mitchell                                                                                                 | John Monroe Johnson                                                                    | Kenneth H. Tuggle (bis 31. Dezember 1961)                                                  | John H. Winchell                                                                     | Hugh W. Cross (Rücktritt am 25. November 1955)                                                            | Martin Kelso Elliott                                                                             | Howard G. Freas                                      | Everett Hutchinson (bis 31. Dezember 1958)                                                 |
| 1956 | Owen Clarke                                                                                      | Robert W. Minor (bis 31. Dezember 1958)                                                                  | Anthony F. Arpaia                                                                           | Richard F. Mitchell                                                                                                 | Donald P. McPherson (bis 31. Dezember 1962)                                            | Kenneth H. Tuggle                                                                          | John H. Winchell                                                                     | Rupert L. Murphy (bis 31. Dezember 1957)                                                                  | Martin Kelso Elliott (Rücktritt 29. Februar 1956) Laurence K. Walrath (bis 31. Dezember 1956)    | Howard G. Freas                                      | Everett Hutchinson                                                                         |
| 1957 | Owen Clarke (Rücktritt am 23. Dezember 1957)                                                     | Robert W. Minor                                                                                          | Anthony F. Arpaia                                                                           | Richard F. Mitchell (bis 31. Dezember 1963)                                                                         | Donald P. McPherson                                                                    | Kenneth H. Tuggle                                                                          | John H. Winchell                                                                     | Rupert L. Murphy                                                                                          | Laurence K. Walrath (bis 31. Dezember 1963)                                                      | Howard G. Freas                                      | Everett Hutchinson                                                                         |
| 1958 | Abe Goff (bis 31. Dezember 1959)                                                                 | Robert W. Minor (Rücktritt 30. September 1958) Charles A. Webb                                           | Anthony F. Arpaia (bis 31. Dezember 1964)                                                   | Richard F. Mitchell                                                                                                 | Donald P. McPherson                                                                    | Kenneth H. Tuggle                                                                          | John H. Winchell                                                                     | Rupert L. Murphy (bis 31. Dezember 1964)                                                                  | Laurence K. Walrath                                                                              | Howard G. Freas                                      | Everett Hutchinson                                                                         |
| 1959 | Abe Goff                                                                                         | Charles A. Webb (bis 31. Dezember 1965)                                                                  | Anthony F. Arpaia                                                                           | Richard F. Mitchell (Rücktritt am 15. Juni 1959) Clyde E. Herring (bis 31. Dezember 1963)                           | Donald P. McPherson                                                                    | Kenneth H. Tuggle                                                                          | John H. Winchell                                                                     | Rupert L. Murphy                                                                                          | Laurence K. Walrath                                                                              | Howard G. Freas                                      | Everett Hutchinson (bis 31. Dezember 1965)                                                 |
| 1960 | Abe Goff (bis 31. Dezember 1966)                                                                 | Charles A. Webb                                                                                          | Anthony F. Arpaia (Rücktritt am 15. März 1960)                                              | Clyde E. Herring | Donald P. McPherson                                                                    | Kenneth H. Tuggle                                                                          | John H. Winchell                                                                     | Rupert L. Murphy                                                                                          | Laurence K. Walrath                                                                              | Howard G. Freas (bis 31. Dezember 1966)              | Everett Hutchinson                                                                         |
| 1961 | Abe Goff                                                                                         | Charles A. Webb                                                                                          | John W. Bush (bis 31. Dezember 1964)                                                        | Clyde E. Herring | Donald P. McPherson                                                                    | Kenneth H. Tuggle                                                                          | William H. Tucker (bis 31. Dezember 1967)                                            | Rupert L. Murphy                                                                                          | Laurence K. Walrath                                                                              | Howard G. Freas                                      | Everett Hutchinson                                                                         |
| 1962 | Abe Goff                                                                                         | Charles A. Webb                                                                                          | John W. Bush                                                                                | Clyde E. Herring | Donald P. McPherson                                                                    | Kenneth H. Tuggle (bis 31. Dezember 1968)                                                  | William H. Tucker                                                                    | Rupert L. Murphy                                                                                          | Laurence K. Walrath                                                                              | Howard G. Freas                                      | Everett Hutchinson                                                                         |
| 1963 | Abe Goff                                                                                         | Charles A. Webb                                                                                          | John W. Bush                                                                                | Clyde E. Herring | Paul J. Tierney (bis 31. Dezember 1969)                                                | Kenneth H. Tuggle                                                                          | William H. Tucker                                                                    | Rupert L. Murphy                                                                                          | Laurence K. Walrath                                                                              | Howard G. Freas                                      | Everett Hutchinson                                                                         |
| 1964 | Abe Goff                                                                                         | Charles A. Webb                                                                                          | John W. Bush                                                                                | Virginia Mae Brown (bis 31. Dezember 1970)                                                                          | Paul J. Tierney                                                                        | Kenneth H. Tuggle                                                                          | William H. Tucker                                                                    | Rupert L. Murphy                                                                                          | Laurence K. Walrath (bis 31. Dezember 1970)                                                      | Howard G. Freas                                      | Everett Hutchinson                                                                         |
| 1965 | Abe Goff                                                                                         | Charles A. Webb                                                                                          | John W. Bush (bis 31. Dezember 1971)                                                        | Virginia Mae Brown                                                                                                  | Paul J. Tierney                                                                        | Kenneth H. Tuggle                                                                          | William H. Tucker                                                                    | Rupert L. Murphy (bis 31. Dezember 1971)                                                                  | Laurence K. Walrath                                                                              | Howard G. Freas                                      | Everett Hutchinson (Rücktritt 31. März 1965) Willard Deason (bis 31. Dezember 1965)        |
| 1966 | Abe Goff                                                                                         | Charles A. Webb (bis 31. Dezember 1972)                                                                  | John W. Bush                                                                                | Virginia Mae Brown                                                                                                  | Paul J. Tierney                                                                        | Kenneth H. Tuggle                                                                          | William H. Tucker                                                                    | Rupert L. Murphy                                                                                          | Laurence K. Walrath                                                                              | Howard G. Freas                                      | Willard Deason (bis 31. Dezember 1972)                                                     |
| 1967 | Abe Goff Grant E. Syphers (bis 31. Dezember 1973)                                                | Charles A. Webb (Rücktritt am 31. März 1967) Dale W. Hardin (bis 31. Dezember 1972)                      | John W. Bush                                                                                | Virginia Mae Brown                                                                                                  | Paul J. Tierney                                                                        | Kenneth H. Tuggle                                                                          | William H. Tucker                                                                    | Rupert L. Murphy                                                                                          | Laurence K. Walrath                                                                              | George M. Stafford (bis 31. Dezember 1973)           | Willard Deason                                                                             |
| 1968 | Grant E. Syphers († 5. Februar 1968)                                                             | Dale W. Hardin                                                                                           | John W. Bush                                                                                | Virginia Mae Brown                                                                                                  | Paul J. Tierney                                                                        | Kenneth H. Tuggle                                                                          | Wallace R. Burke (bis 31. Dezember 1974)                                             | Rupert L. Murphy                                                                                          | Laurence K. Walrath                                                                              | George M. Stafford                                   | Willard Deason                                                                             |
| 1969 | Donald L. Jackson (bis 31. Dezember 1973)                                                        | Dale W. Hardin                                                                                           | John W. Bush                                                                                | Virginia Mae Brown                                                                                                  | Paul J. Tierney                                                                        | Kenneth H. Tuggle (bis 31. Dezember 1975)                                                  | Wallace R. Burke († 28. Juni 1969) Robert C. Gresham (bis 31. Dezember 1974)         | Rupert L. Murphy                                                                                          | Laurence K. Walrath                                                                              | George M. Stafford                                   | Willard Deason                                                                             |
| 1970 | Donald L. Jackson                                                                                | Dale W. Hardin                                                                                           | John W. Bush                                                                                | Virginia Mae Brown                                                                                                  | W. Donald Brewer (bis 31. Dezember 1976)                                               | Kenneth H. Tuggle                                                                          | Robert C. Gresham                                                                    | Rupert L. Murphy                                                                                          | Laurence K. Walrath                                                                              | George M. Stafford                                   | Willard Deason                                                                             |
| 1971 | Donald L. Jackson                                                                                | Dale W. Hardin Sitztausch mit Nr. 9 zum 1. Juli 1971 Laurence K. Walrath (bis 31. Dezember 1972)         | John W. Bush                                                                                | Virginia Mae Brown (bis 31. Dezember 1977)                                                                          | W. Donald Brewer                                                                       | Kenneth H. Tuggle                                                                          | Robert C. Gresham                                                                    | Rupert L. Murphy                                                                                          | Laurence K. Walrath Sitztausch mit Nr. 3 zum 1. Juli 1971 Dale W. Hardin (bis 31. Dezember 1977) | George M. Stafford                                   | Willard Deason                                                                             |
| 1972 | Donald L. Jackson (Rücktritt im Juni 1972) Chester M. Wiggin Jr. (bis 31. Dezember 1973)         | Laurence K. Walrath (Rücktritt im Juni 1972) Rodolfo Montejano 3 (ab 3. November 1972)                   | Alfred T. MacFarland 4                                                                      | Virginia Mae Brown                                                                                                  | W. Donald Brewer                                                                       | Kenneth H. Tuggle                                                                          | Robert C. Gresham                                                                    | Rupert L. Murphy (bis 31. Dezember 1978)                                                                  | Dale W. Hardin                                                                                   | George M. Stafford                                   | Willard Deason                                                                             |
| 1973 | Chester M. Wiggin Jr. († 31. Juli 1973)                                                          | Rodolfo Montejano A. Daniel O’Neal (bis 31. Dezember 1979)                                               | Alfred T. MacFarland (bis 31. Dezember 1978)                                                | Virginia Mae Brown                                                                                                  | W. Donald Brewer                                                                       | Kenneth H. Tuggle                                                                          | Robert C. Gresham                                                                    | Rupert L. Murphy                                                                                          | Dale W. Hardin                                                                                   | George M. Stafford                                   | Willard Deason (bis 31. Dezember 1979)                                                     |
| 1974 | Charles L. Clapp (bis 31. Dezember 1980)                                                         | A. Daniel O’Neal                                                                                         | Alfred T. MacFarland                                                                        | Virginia Mae Brown                                                                                                  | W. Donald Brewer (Rücktritt am 30. Juni 1974)                                          | Kenneth H. Tuggle                                                                          | Robert C. Gresham                                                                    | Rupert L. Murphy                                                                                          | Dale W. Hardin                                                                                   | George M. Stafford (bis 31. Dezember 1980)           | Willard Deason                                                                             |
| 1975 | Charles L. Clapp                                                                                 | A. Daniel O’Neal                                                                                         | Alfred T. MacFarland                                                                        | Virginia Mae Brown                                                                                                  | Robert J. Corber (bis 31. Dezember 1976)                                               | Kenneth H. Tuggle (Rücktritt am 31. Juli 1975)                                             | Robert C. Gresham (bis 31. Dezember 1981)                                            | Rupert L. Murphy                                                                                          | Dale W. Hardin                                                                                   | George M. Stafford                                   | Willard Deason (Rücktritt am 31. Juli 1975)                                                |
| 1976 | Charles L. Clapp                                                                                 | A. Daniel O’Neal                                                                                         | Alfred T. MacFarland                                                                        | Virginia Mae Brown                                                                                                  | Robert J. Corber                                                                       | unbesetzt                                                                                  | Robert C. Gresham                                                                    | Rupert L. Murphy                                                                                          | Dale W. Hardin                                                                                   | George M. Stafford                                   | Betty Jo Christian (bis 31. Dezember 1979)                                                 |
| 1977 | Charles L. Clapp                                                                                 | A. Daniel O’Neal                                                                                         | Alfred T. MacFarland (Rücktritt 10. November 1977)                                          | Virginia Mae Brown                                                                                                  | unbesetzt                                                                              | unbesetzt                                                                                  | Robert C. Gresham                                                                    | Rupert L. Murphy                                                                                          | Dale W. Hardin (Rücktritt 31. August 1977)                                                       | George M. Stafford                                   | Betty Jo Christian                                                                         |
| 1978 | Charles L. Clapp                                                                                 | A. Daniel O’Neal                                                                                         | unbesetzt                                                                                   | unbesetzt | unbesetzt                                                                              | unbesetzt                                                                                  | Robert C. Gresham                                                                    | Rupert L. Murphy (Rücktritt 31. August 1978)                                                              | unbesetzt                                                                                        | George M. Stafford                                   | Betty Jo Christian                                                                         |
| 1979 | Charles L. Clapp                                                                                 | A. Daniel O’Neal                                                                                         | Marcus Alexis (bis 31. Dezember 1985)                                                       | Darius W. Gaskins Jr. (bis 31. Dezember 1984)                                                                       | unbesetzt                                                                              | unbesetzt                                                                                  | Robert C. Gresham                                                                    | Thomas A. Trantum (bis 31. Dezember 1985)                                                                 | unbesetzt                                                                                        | George M. Stafford                                   | Betty Jo Christian                                                                         |
| 1980 | Charles L. Clapp                                                                                 | unbesetzt                                                                                                | Marcus Alexis                                                                               | Darius W. Gaskins Jr.                                                                                               | unbesetzt                                                                              | Reginald E. Gilliam Jr. (bis 31. Dezember 1982)                                            | Robert C. Gresham                                                                    | Thomas A. Trantum                                                                                         | unbesetzt                                                                                        | George M. Stafford (Rücktritt 31. August 1980)       | unbesetzt                                                                                  |
| 1981 | Charles L. Clapp (übergangsweise bis 19. März 1982)                                              | unbesetzt                                                                                                | Marcus Alexis (Rücktritt 30. Juni 1981)                                                     | Darius W. Gaskins Jr. (Rücktritt 1. Februar 1981)                                                                   | Reese H. Taylor Jr. (bis 31. Dezember 1983)                                            | Reginald E. Gilliam Jr.                                                                    | Robert C. Gresham                                                                    | Thomas A. Trantum (Rücktritt 31. Juli 1981)                                                               | unbesetzt                                                                                        | unbesetzt                                            | unbesetzt                                                                                  |
| 1982 | Charles L. Clapp Frederic N. Andre (bis 31. Dezember 1987)                                       | unbesetzt                                                                                                | unbesetzt                                                                                   | unbesetzt | Reese H. Taylor Jr.                                                                    | Reginald E. Gilliam Jr.                                                                    | Heather J. Gradison (bis 31. Dezember 1988)                                          | J. J. Simmons III. (bis 31. Dezember 1985)                                                                | unbesetzt                                                                                        | Malcolm M. B. Sterrett (bis 31. Dezember 1987)       | unbesetzt                                                                                  |
| 1983 | Frederic N. Andre                                                                                | Sitz gestrichen                                                                                          | Sitz gestrichen                                                                             | unbesetzt | Reese H. Taylor Jr.                                                                    | Reginald E. Gilliam Jr. (Rücktritt 1. Februar 1983)                                        | Heather J. Gradison                                                                  | J. J. Simmons III. (Rücktritt 28. Februar 1983)                                                           | Sitz gestrichen                                                                                  | Malcolm M. B. Sterrett                               | Sitz gestrichen                                                                            |
| 1984 | Frederic N. Andre                                                                                | Sitz gestrichen                                                                                          | Sitz gestrichen                                                                             | Paul H. Lamboley (bis 31. Dezember 1984)                                                                            | Reese H. Taylor Jr. (übergangsweise bis 31. Dezember 1985)                             | Andrew John Strenio Jr. (bis 31. Dezember 1985)                                            | Heather J. Gradison                                                                  | J. J. Simmons III. (Neuernennung zum 10. September 1984; bis 31. Dezember 1985)                           | Sitz gestrichen                                                                                  | Malcolm M. B. Sterrett                               | Sitz gestrichen                                                                            |
| 1985 | Frederic N. Andre                                                                                | Sitz gestrichen                                                                                          | Sitz gestrichen                                                                             | Paul H. Lamboley (bis 31. Dezember 1989)                                                                            | Reese H. Taylor Jr.                                                                    | Andrew John Strenio Jr.                                                                    | Heather J. Gradison                                                                  | J. J. Simmons III.                                                                                        | Sitz gestrichen                                                                                  | Malcolm M. B. Sterrett                               | Sitz gestrichen                                                                            |
| 1986 | Frederic N. Andre                                                                                | Sitz gestrichen                                                                                          | Sitz gestrichen                                                                             | Paul H. Lamboley | Sitz gestrichen                                                                        | Sitz gestrichen                                                                            | Heather J. Gradison                                                                  | J. J. Simmons III. (bis 31. Dezember 1990)                                                                | Sitz gestrichen                                                                                  | Malcolm M. B. Sterrett                               | Sitz gestrichen                                                                            |
| 1987 | Frederic N. Andre                                                                                | Sitz gestrichen                                                                                          | Sitz gestrichen                                                                             | Paul H. Lamboley | Sitz gestrichen                                                                        | Sitz gestrichen                                                                            | Heather J. Gradison                                                                  | J. J. Simmons III.                                                                                        | Sitz gestrichen                                                                                  | Malcolm M. B. Sterrett                               | Sitz gestrichen                                                                            |
| 1988 | Frederic N. Andre (übergangsweise bis 21. November 1989)                                         | Sitz gestrichen                                                                                          | Sitz gestrichen                                                                             | Paul H. Lamboley | Sitz gestrichen                                                                        | Sitz gestrichen                                                                            | Heather J. Gradison                                                                  | J. J. Simmons III.                                                                                        | Sitz gestrichen                                                                                  | Karen Borlaug Phillips (bis 31. Dezember 1991)       | Sitz gestrichen                                                                            |
| 1989 | Frederic N. Andre Edward Martin Emmett (bis 31. Dezember 1992)                                   | Sitz gestrichen                                                                                          | Sitz gestrichen                                                                             | Paul H. Lamboley | Sitz gestrichen                                                                        | Sitz gestrichen                                                                            | Heather J. Gradison (übergangsweise bis 9. Februar 1990)                             | J. J. Simmons III.                                                                                        | Sitz gestrichen                                                                                  | Karen Borlaug Phillips                               | Sitz gestrichen                                                                            |
| 1990 | Edward Martin Emmett                                                                             | Sitz gestrichen                                                                                          | Sitz gestrichen                                                                             | Gail C. McDonald (bis 31. Dezember 1994)                                                                            | Sitz gestrichen                                                                        | Sitz gestrichen                                                                            | Edward J. Philbin (bis 31. Dezember 1993)                                            | J. J. Simmons III.                                                                                        | Sitz gestrichen                                                                                  | Karen Borlaug Phillips                               | Sitz gestrichen                                                                            |
| 1991 | Edward Martin Emmett                                                                             | Sitz gestrichen                                                                                          | Sitz gestrichen                                                                             | Gail C. McDonald | Sitz gestrichen                                                                        | Sitz gestrichen                                                                            | Edward J. Philbin                                                                    | J. J. Simmons III. (bis 31. Dezember 1995)                                                                | Sitz gestrichen                                                                                  | Karen Borlaug Phillips                               | Sitz gestrichen                                                                            |
| 1992 | Edward Martin Emmett (Rücktritt 5. November 1992)                                                | Sitz gestrichen                                                                                          | Sitz gestrichen                                                                             | Gail C. McDonald | Sitz gestrichen                                                                        | Sitz gestrichen                                                                            | Edward J. Philbin                                                                    | J. J. Simmons III.                                                                                        | Sitz gestrichen                                                                                  | Karen Borlaug Phillips (bis 31. Dezember 1996)       | Sitz gestrichen                                                                            |
| 1993 | Gregory S. Walden 3 (4. Januar – 26. November)                                                   | Sitz gestrichen                                                                                          | Sitz gestrichen                                                                             | Gail C. McDonald | Sitz gestrichen                                                                        | Sitz gestrichen                                                                            | Edward J. Philbin                                                                    | J. J. Simmons III.                                                                                        | Sitz gestrichen                                                                                  | Karen Borlaug Phillips                               | Sitz gestrichen                                                                            |
| 1994 | Gus Owen (bis 31. Dezember 1997)                                                                 | Sitz gestrichen                                                                                          | Sitz gestrichen                                                                             | Gail C. McDonald | Sitz gestrichen                                                                        | Sitz gestrichen                                                                            | Linda J. Morgan (bis 31. Dezember 1998)                                              | J. J. Simmons III.                                                                                        | Sitz gestrichen                                                                                  | Karen Borlaug Phillips (Rücktritt 11. November 1994) | Sitz gestrichen                                                                            |
| 1995 | Gus Owen                                                                                         | Sitz gestrichen                                                                                          | Sitz gestrichen                                                                             | Gail C. McDonald (übergangsweise bis 13. Oktober 1995)                                                              | Sitz gestrichen                                                                        | Sitz gestrichen                                                                            | Linda J. Morgan                                                                      | J. J. Simmons III.                                                                                        | Sitz gestrichen                                                                                  | unbesetzt                                            | Sitz gestrichen                                                                            |